# St. Blasius (Selkentrop)
Die katholische Kapelle St. Blasius ist ein denkmalgeschütztes Kirchengebäude in Selkentrop, einem Ortsteil von Schmallenberg im Hochsauerlandkreis (Nordrhein-Westfalen).

## Geschichte und Architektur
Der nach Westen ausgerichtete kleine Saal wurde 1796 mit Ost- und Westschluss errichtet. Die Bruchsteinwände sind verputzt. Dem Gebäude wurde ein Dachreiter aufgesetzt. Im Innenraum wurde eine Putzdecke eingezogen.
Die hölzerne Altarwand steht auf Pilastern, in säulengerahmten Nischen befinden sich Engelsbüsten und Heiligenfiguren. Das Gemälde mit der Darstellung der Kreuztragung ist vom Anfang des 17. Jahrhunderts.